# Robert Demachy

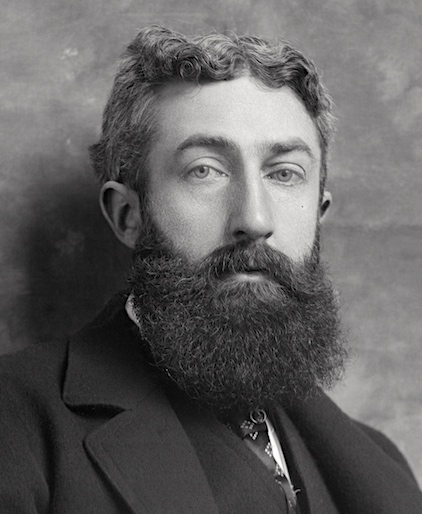
Robert Demachy, Selbstporträt, 1897–1898

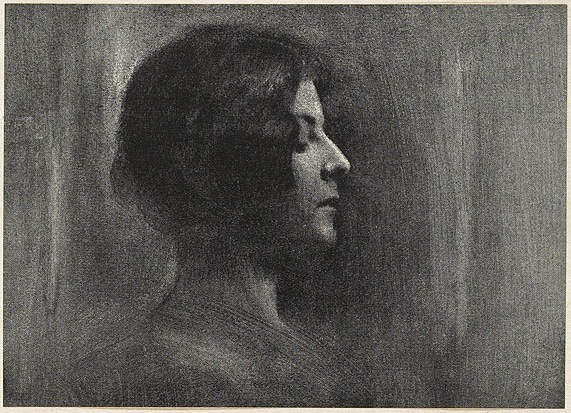
„Severity“ (Ernsthaftigkeit), 1904

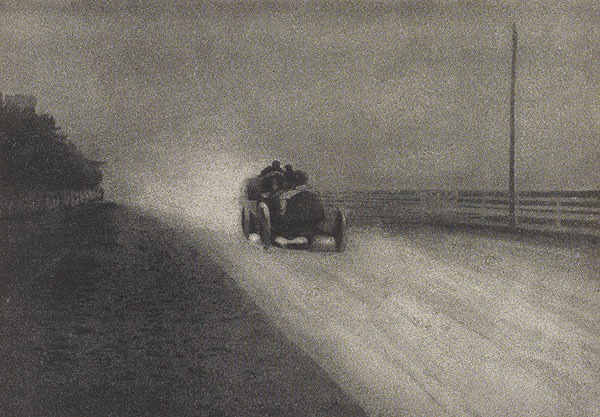
„Speed“ (Geschwindigkeit), 1904

Robert Leon Demachy (* 7. Juli 1859 in Saint-Germain-en-Laye; † 29. Dezember 1936 in Hennequeville, Calvados) war ein französischer Bankier, Fotograf, Maler und Schriftsteller. Er zählt zu den Piktorialisten.

## Leben und Werk
Demachy war, bevor er in den 1890ern mit seinen Fotografien bekannt wurde, Bankier und Amateurkünstler. Er ist vor allem für seine Akt- und Landschaftsaufnahmen bekannt. Zu seinen fotografischen Motiven zählten aber auch Menschen im Allgemeinen, Bewegung und Straßenszenen. Er schrieb zahlreiche Artikel zur Fotografie und verfasste einige Bücher. Demachy setzte sich oftmals mit der Bedeutung der Fotografie als Kunstform auseinander. 
Charakteristische Eigenschaften seiner fotografischen Werke sind starke Schatten, dramatisches Licht und verschwommene Übergänge zwischen Personen und der Umgebung. Des Weiteren beschäftigte er sich intensiv mit Techniken in der Dunkelkammer und der Nachbearbeitung von Drucken, so malte er viele seiner Fotografien einfach weiter. Er experimentierte außerdem mit Gummidrucken und Ölprozessen. In der Zeitschrift Camera Work verfasste Demachy von 1904 bis 1907 zahlreiche Beiträge zur Retusche und zu Edeldruckverfahren.
Robert Demachy war Mitbegründer des Photo-Club de Paris, Mitglied der Londoner Brotherhood of the Linked Ring und der New Yorker Photo-Secession.

## Veröffentlichungen von Robert Demachy (Auswahl)
- Robert Demachy, Alfred Maskell: Photo-Aquatint or the Gum-Bichromate Process. London 1897[1]
- Robert Demachy, Constant Puyo: Les Procédés d'Art en Photographie. Paris 1906[1]